# Prospalta pyrochroma
Prospalta pyrochroma là một loài bướm đêm trong họ Noctuidae.